# Arachnodes kelifelyi
Arachnodes kelifelyi är en skalbaggsart som beskrevs av Renaud Maurice Adrien Paulian 1976. Arachnodes kelifelyi ingår i släktet Arachnodes och familjen bladhorningar. Inga underarter finns listade.